# Wet dieren
De Wet dieren is een Nederlandse kaderwet waarin een integraal kader voor regels over gehouden dieren en daaraan gerelateerde onderwerpen is vastgelegd. Als kaderwet kunnen de bepalingen nader worden ingevuld met algemene maatregelen van bestuur en ministeriële regelingen. Zo zijn er het Besluit houders van dieren en de Regeling houders van dieren. De wet is sinds 1 januari 2013 van kracht.

## Achtergrond
De Wet dieren is de belangrijkste wet met betrekking tot gehouden dieren (onder ander landbouwhuisdieren en gezelschapsdieren) en bundelt alle regels ten aanzien van deze dieren in één wet. De volgende bestaande wetten gaan op in de Wet dieren en zijn of komen fasegewijs (deels) te vervallen:
- Gezondheids- en welzijnswet voor dieren
- Diergeneesmiddelenwet
- Wet op de dierenbescherming (inclusief Waak- en heemhondenbesluit)
- Wet op de uitoefening van de diergeneeskunde 1990
- Kaderwet diervoeders
- Landbouwkwaliteitswet

## Inhoud
De wet bepaalt in artikel 2.1, eerste lid:
Het is verboden om zonder redelijk doel of met overschrijding van hetgeen ter bereiking van zodanig doel toelaatbaar is, bij een dier pijn of letsel te veroorzaken dan wel de gezondheid of het welzijn van het dier te benadelen.
De anno 2022 nog niet ingegane Wet van 26 mei 2021 tot wijziging van de Wet dieren in verband met de uitvoering van de herziene Europese diergezondheidswetgeving voegt hier door een aangenomen amendement van Leonie Vestering aan toe:
Onder een redelijk doel wordt in elk geval niet begrepen het kunnen houden van dieren in een bepaald houderijsysteem of een bepaalde wijze van huisvesting.
Er is nog onduidelijkheid over de reikwijdte van deze versie.
De belangrijkste regels op het gebied van dierenwelzijn zijn opgenomen in drie Algemene Maatregelen van Bestuur. Het betreft het Besluit houders van dieren, het Besluit gezelschapsdieren (vervangt het Honden- en kattenbesluit
1999) en het Besluit diergeneeskundigen. In het Besluit houders van dieren zijn algemene regels opgenomen voor het houden van dieren, het doden van dieren en evenementen met dieren. Ook bevat het besluit aanvullende regels over dierenmishandeling en specifieke regels voor het houden van bepaalde diersoorten (runderen, varkens, kippen). Met name dit besluit bevat regels die voorheen golden op grond van de Gezondheids- en welzijnswet voor dieren. Specifiek op het gebied van welzijn zijn er verboden zoals: plicht tot informatieverstrekking over de verzorging van een dier (artikel 3.17), een verbod op verkoop van dieren aan personen onder de 16 jaar (artikel 3.19), verbod op het vertonen van dieren in een etalage (artikel 3.21), regels voor het vertonen van dieren (hoofdstuk 4). In het Besluit diergeneeskundigen zijn onder andere regels opgenomen over lichamelijke ingrepen die zijn toegestaan. De Wet Dieren bevat enkele noviteiten. Zo is voor het eerst de erkenning van de intrinsieke waarde (eigenwaarde) van het dier expliciet als uitgangspunt vastgelegd in de belangrijkste wet voor gehouden dieren (artikel 1.3). Ook het verplicht chippen van honden is geregeld in de Wet dieren.
In Artikel 1.3.3 zijn de vijf vrijheden - die door de Europese Unie zijn toegekend aan dieren - opgenomen.